# Canciones de cuna al palo
Canciones de cuna al palo es el cuarto álbum recopilatorio sacado a la venta por la banda de Rock argentina Divididos. Recorriendo desde La era de la boludez (1993), con canciones como la mezcla "Rasputín / Hey Jude" y la clásica "Paisano de Hurlingham", hasta canciones de Vengo del placard de otro, como "Libre el jabalí" y "Ay, que dios boludo".

## Listado de canciones
Todas las canciones compuestas por banda, excepto las señaladas.

| N.º | Título                                                                    | Álbum                     | Duración |  |
| 1.  | «Salgan Al Sol» (Billy Bond y La Pesada del Rock and Roll cover)          | Gol De Mujer              | 1:46     |  |
| 2.  | «Libre El Jabalí»                                                         | Vengo Del Placard De Otro | 2:42     |  |
| 3.  | «Elefantes En Europa»                                                     | Narigón Del Siglo         | 3:25     |  |
| 4.  | «Sobrio A Las Piñas/¿Quién Se Tomó Todo El Vino?» (La Mona Jiménez cover) | Gol De Mujer              | 4:23     |  |
| 5.  | «Rasputín/Hey Jude» (The Beatles cover)                                   | La Era De La Boludez      | 3:54     |  |
| 6.  | «Miente El After Hour»                                                    | Vengo Del Placard De Otro | 3:54     |  |
| 7.  | «Cabeza De Maceta»                                                        | Gol De Mujer              | 2:46     |  |
| 8.  | «Pasiones Zurdas Derechas»                                                | Narigón Del Siglo         | 3:46     |  |
| 9.  | «Ay, Que Dios Boludo»                                                     | Vengo Del Placard De Otro | 4:25     |  |
| 10. | «Paisano De Hurlingham»                                                   | La Era De La Boludez      | 3:59     |  |
| 11. | «Sopa De Tortuga»                                                         | Narigón Del Siglo         | 3:35     |  |
| 12. | «Zombie»                                                                  | Gol De Mujer              | 4:14     |  |
| 13. | «Cosas De Baboon»                                                         | Gol De Mujer              | 3:13     |  |
| 14. | «Clavador De Querubín»                                                    | Gol De Mujer              | 1:37     |  |